# ساوونیای داخلی
ساوونیای داخلی زیرمجموعه‌ای از ساوونیای شمالی و یکی از ناحیه‌ها در فنلاند از سال ۲۰۰۹ است.

## شهرداری‌ها
| نشان ملی            | شهرداری              |
| ------------------- | -------------------- |
| Rautalammen vaakuna | راوتالامپی (شهرداری) |
| Suonenjoen vaakuna  | سوئونن‌یوکی (شهر)     |
| Tervon vaakuna      | تروو (شهرداری)       |
| Vesannon vaakuna    | وسانتو (شهرداری)     |